# Antonio Riquelme (1894-1968)
Antonio García-Riquelme Salvador (Madrid, 9 de septiembre de 1894-Ib., 20 de marzo de 1968) conocido artísticamente como Antonio Riquelme,  fue un actor de cine, teatro y televisión de reparto español, que debido a su figura alta y desgarbada, junto a su voluminosa nariz lo situaron en el género cómico donde sobresalió en decenas de películas célebres durante los años 1940 y 1950, a pesar de que durante los años 1960, continuó en el primer plano del cine nacional. A lo largo de su carrera, Riquelme compartió pantalla con los grandes actores del panorama español del momento, como Pepe Isbert, José Luis López Vázquez, Fernando Fernán Gómez, Manolo Morán, Antonio Ozores entre otros y trabajó con grandes directores como Luis García Berlanga, Rafael Gil, Edgar Neville o Ladislao Vajda.
Riquelme comenzó su carrera como actor a principios de los años 1910, y al igual que muchos actores españoles del momento, gracias al teatro; pero no sería durante los años 1920 y 1930 cuando su carrera comenzó a crecer, trabajando en la Compañía de Tirso Escudero que lo llevaron a convertirse en un actor reconocido dentro del mundo teatral. No sería hasta después de la Guerra Civil cuando prosperó su carrera en el cine, convirtiéndose en los 1950 y 1960 en uno de los actores más reconocidos a nivel nacional.
Riquelme dejó su marca en el cine español, participando en grandes películas y con amplia gama de géneros cinematográficos, incluyendo comedias, musicales, biográficas, bélicas, cintas de suspenso y películas familiares. Ganó la medalla del CEC a mejor actor secundario por su interpretación en Jeromin. Falleció en 1968, a los setenta y tres años de edad, dejando tras de sí un legado de interpretaciones clásicas, y es considerado uno de los mejores actores del cine español.

## Biografía

### Primeros años
Antonio García-Riquelme Salvador, nació en Madrid el 9 de septiembre de 1894, hijo de una familia de actores. Su padre, José Riquelme, fue director y actor de cine, que alcanzó cierta fama en el teatro a principios de siglo y que llegó a ostentar el cargo de director escénico del Teatro de la Zarzuela. Su madre, Elena Salvador, era también actriz de teatro. A su vez era el nieto de Antonio Riquelme, uno de los actores más conocidos del último tercio del siglo XIX y que fue pionero en el género chico. Riquelme tuvo cuatro hermanos, entre ellos dos hermanas, Sofía y Elena. José Riquelme falleció en 1905, cuando este tan solo contaba con nueve años de edad, por lo que tuvo que crecer sin una figura paterna. 
Pronto se inició en la escena, trabajando en la compañía de María Guerrero y su marido, Fernando Díaz de Mendoza y Aguado, convirtiéndose en un actor de éxito, llevándolo a participar en distintas películas del cine mudo, como “La Mano” (1916), película dirigida por Julio Roesset, o “El Fantasma Del Castillo” (1919), film dirigido por José Buchs con producción de Julio Roesset en el que un banquero busca reposo fuera de la ciudad. Durante los años 1920 y 1930 Riquelme desarrolló una prolífica carrera teatral en la Compañía de Tirso Escudero. En 1931, nació además su hijo Juan Antonio, cantaor de cierta fama durante los años 1960 y que participó en varias películas de Pedro Lazaga.

### Consagración
Una vez acabada la Guerra Civil, Riquelme volvió a la gran pantalla, donde su figura delgada, quijotesca, de rostro estrecho y nariz prominente, se convirtió en una de las presencias secundarias más singulares en las películas españolas del momento. En los años 1940 fue dirigido por Ignacio F. Iquino en “Los ladrones somos gente honrada” (1942), adaptación de una obra teatral de Enrique Jardiel Poncela en la que Riquelme interpretó el personaje de Castelar; encarnó a arqueólogo Don Zacarías en “La Torre De Los Siete Jorobados” (1944), fantasía de Edgar Neville con Antonio Casal e Isabel de Pomés que nos lleva al Madrid del siglo XIX adaptando una novela de Emilio Carrere; o se convirtió en Calamares en “La Lola Se Va a Los Puertos” (1947), adaptación de la obra de los hermanos Antonio y Manuel Machado que protagonizó Juanita Reina con dirección de Juan de Orduña.
En esta etapa volvió puntualmente al teatro, participando en obras de teatro como “La viudita no se quiere casar”, con producción de Rafael Somoza, el clásico de José Zorrilla “Don Juan Tenorio”, o “El pulso era normal”, de Juan Ignacio Luca de Tena.
La década de 1950 fue la más prolífica de su carrera en la gran pantalla, interpretando en la primera mitad del decenio a Tiberio en “La revoltosa” (1950), con Carmen Sevilla y Tony Leblanc como protagonistas; a Diego Ruiz en “Jeromín” (1953), película con Jaime Blanch como el joven Jeromín, futuro Juan de Austria, que le valió a Riquelme, instructor del muchacho, el premio del Círculo de Escritores Cinematográficos al mejor actor secundario; a un comisario de policía en “Aeropuerto” (1953) película en la que compartía pantalla junto a Pepe Isbert y Manolo Morán; a un empleado de correos en una breve aparición en “Nadie lo sabrá” (1953); a Antonio Cortina en la película de Luis García Berlanga “Novio a La Vista” (1954); o a un comandante de artillería en “Felices Pascuas” (1954), película dirigida por Juan Antonio Bardem.
Rafael Gil le dirigió en “El canto del gallo” (1955), film con la estrella española del momento, Paco Rabal; y en el mismo período volvió a compartir créditos con Carmen Sevilla en “La pícara molinera” (1955), adaptación de una obra teatral de Pedro Antonio de Alarcón, y pudo ser visto junto al cantante Angelillo en el musical “Suspiros de Triana” (1955), película con Paquita Rico como estrella femenina.
En la segunda mitad de la década de los 50 interpretó a Timoteo Cano en “¡Aquí hay petróleo!” (1955), comedia con Manolo Morán y José Luis Ozores en la que estadounidenses buscaban petróleo en un pequeño pueblo; fue el representante deportivo de Fernando Fernán Gómez en la comedia futbolera de equívocos “El fenómeno” (1956); se convirtió en Orfeo, el concertista de violín adicto al alcohol, en la comedia sentimental “Manolo, guardia urbano” (1956), con Manolo Morán como protagonista principal; volvió a coincidir con Fernán Gómez en “Un marido de ida y vuelta” (1956), humor y fantasía basada en otra obra de Jardiel Poncela; participó en “Los ángeles del volante” (1957); intervino en la competición de pueblos de “El hombre del paraguas blanco” (1957), film con José Luis Ozores; fue uno de los intérpretes de “Historias de Madrid” (1958); era un taxista en “Secretaria para todo” (1958), otra película protagonizada por Carmen Sevilla; acompañó a Vicente Parra y Paquita Rico en el romance histórico “¿Dónde vas, Alfonso XII?” (1959); interpretó el personaje de Damián en la cinta coral “El día de los enamorados” (1959) de Fernando Palacios; o, entre otras muchas producciones, fue Pérez en “Los tramposos” (1959), comedia de estafadores con Tony Leblanc, Antonio Ozores y Concha Velasco.
Durante los años 50 y a pesar de ser su época de mayor éxito en el cine, se le pudo ver en el teatro interpretando obras como “Agua, azucarillos y aguardiante”, de Miguel Ramos Carrión, “La verbena de la Paloma”, de Ricardo de la Vega, o “Casi Un Cuento De Hadas”, de Antonio Buero Vallejo.

### Últimos años y fallecimiento
En sus últimos años, en la década de 1960 intervino como doctor en “El Cochecito” (1960), película de Marco Ferreri con Pepe Isbert en busca de un coche de minusválido igual que el de uno de sus amigos; era un sacerdote en “Vamos a contar mentiras” (1962), film basado en una obra teatral homónima de Alfonso Paso; interpretó el personaje de Felipe “El Corcheas” en “Suspendido En Sinvergüenza” (1963), comedia de timadores con José Luis Ozores encabezando el reparto de un film basado de nuevo en un texto de Alfonso Paso; repitió el papel de Tiberio en otra versión de “La Revoltosa” (1963); apareció como taxista en “El Pecador y La Bruja” (1964); y acompañó a Rocío Dúrcal en “Buenos Días, Condesita” (1967), reciclaje español de “Un Gángster Para Un Milagro” de Frank Capra. También, en este período, compartió créditos con Arturo Fernández en la película policiaca “El Salario Del Crimen” (1964). Su última película estrenada fue “La Niña Del Patio” (1968), musical dirigido por Amando de Ossorio.
Antonio Riquelme no dejó de trabajar hasta el último momento, siendo estrenada su última película el mismo año de su fallecimiento. Riquelme falleció en la ciudad del Madrid, el 20 de marzo de 1968, a los setenta y tres años de edad.

## Premios
Medallas del Círculo de Escritores Cinematográficos
| Año  | Categoría              | Película | Resultado |
| ---- | ---------------------- | -------- | --------- |
| 1953 | Mejor actor secundario | Jeromin  | Ganador   |

## Filmografía (selección)
- La chica del gato (1927).
- Una morena y una rubia (1933).
- El crucero Baleares (1941).
- El pobre rico (1942).
- Mosquita en palacio (1942).
- Los ladrones somos gente honrada (1942).
- Deliciosamente tontos (1943)
- Santander, la ciudad en llamas (1944).
- Tuvo la culpa Adán (1944).
- La torre de los siete jorobados (1944).
- Ella, él y sus millones (1944).
- El camino de Babel (1945).
- Un hombre de negocios (1945).
- A los pies de usted (1945).
- La Lola se va a los puertos (1947).
- La duquesa de Benamejí (1949).
- La leona de Castilla (1951).
- El negro que tenía el alma blanca (1951).
- Sor intrépida (1952).
- La hermana San Sulpicio (1952).
- Doña Francisquita (1953).
- Puebla de las mujeres (1953).
- Jeromín (1953).
- Novio a la vista (1954).
- Todo es posible en Granada (1954).
- Malvaloca (1954).
- La Hermana Alegría (1955).
- El guardián del paraíso (1955).
- ¡Aquí hay petróleo! (1955).
- Suspiros de Triana (1955).
- El canto del gallo (1955).
- La reina mora (1955).
- Manolo, guardia urbano (1956).
- Los ángeles del volante (1957).
- ¿Dónde vas, Alfonso XII? (1958).
- Héroes de aire  (1958).
- Historias de Madrid (1958).
- Bombas para la paz (1959).
- El día de los enamorados (1959).
- Gayarre (1959).
- La corista (1960).
- El hombre que perdió el tren (1960).
- Pelusa (1960).
- Teresa de Jesús (1961).
- Vamos a contar mentiras (1962).
- Buenos días, condesita (1967).

## Teatro (selección)
- Doña Desdenes (1912), de Manuel Linares Rivas.
- El rayo (1917), de Pedro Muñoz Seca.[2]
- Que viene mi marido (1918), de Carlos Arniches.
- Los extremeños se tocan (1926), de Pedro Muñoz Seca.
- El solar de mediacapa (1928), de Carlos Arniches.
- El cadáver del señor García (1930), de Enrique Jardiel Poncela.
- Anacleto se divorcia (1932), de Pedro Muñoz Seca.
- El sexo débil ha hecho gimnasia (1946), de Enrique Jardiel Poncela.
- Don Juan Tenorio (1947), de José Zorrilla.
- Entre bobos anda el juego (1951), de Francisco de Rojas Zorrilla.[3]
- El caso de la señora estupenda (1953), de Miguel Mihura.